# José Antonio Balbontín
José Antonio Balbontín Gutiérrez (Madrid, 8 de octubre de 1893-Madrid, 7 de febrero de 1977) fue un abogado, político y escritor español. Ideológicamente osciló entre el republicanismo de izquierdas y el comunismo. Hacia el final de la Guerra Civil marchó al exilio, aunque regresaría años más tarde.

## Biografía
Hijo de Adolfo Balbontín González, abogado de convicciones católicas, letrado del Consejo de Estado y magistrado del Tribunal Supremo. Su familia heredó un próspero negocio de anisados en Sevilla. Este será el motivo por el que mantendrá una especial relación con la ciudad andaluza. Su padre fue uno de los principales impulsores junto con el cardenal Marcelo Spínola del monumento que se erigió a la Inmaculada, en la plaza del Triunfo de Sevilla, en 1918.
Estudió en Madrid el Bachillerato y Derecho en la Universidad Central. En 1917 ingresó en el «Grupo de Estudiantes Socialistas». Una vez finalizados sus estudios de Derecho se dedicó a defender a los marginados sociales y a los perseguidos por sus ideas políticas, lo que le llevó a enfrentarse con la dictadura de Primo de Rivera.

### Actividad política
En 1930 se afilió al Partido Radical Socialista de Marcelino Domingo, llegando a presidir la agrupación de Madrid, pero tras el congreso de mayo de 1931, una vez proclamada la Segunda República, lo abandonó por discrepancias con la política de colaboración con el nuevo Gobierno republicano. Fundó, con algunos amigos, el Partido Social Revolucionario. Ese mismo año obtuvo el acta de diputado por Sevilla en las elecciones a Cortes Constituyentes de 1931, formando parte en la misma candidatura Ramón Franco y Blas Infante y con el apoyo decidido de una parte de los anarquistas sevillanos encabezada por Pedro Vallina.
En las Cortes Constituyentes formó un grupo que se hizo notar por su política antigubernamental: los jabalíes. Su aislamiento parlamentario y su espíritu revolucionario le inclinó en marzo de 1933 a incorporarse con el Partido Social Revolucionario, que él representaba, y la Izquierda Revolucionaria y Antiimperialista de César Falcón, en un entonces minoritario Partido Comunista de España, convirtiéndose así en el primer representante comunista en las Cortes Españolas. De verbo encendido, en la campaña electoral de 1933 llegó a afirmar en un mitin celebrado en Sevilla que había que colgar a Largo Caballero en la plaza de Casas Viejas. En las elecciones a Cortes de 1933 no obtuvo escaño, al ser derrotada la candidatura comunista en la circunscripción de Sevilla, y en la primavera de 1934 perdió su fe en la eficacia de los métodos comunistas.
Tras el estallido de la guerra civil española, abandonó las filas de Izquierda Republicana, partido al que había pertenecido brevemente, y volvió a ingresar en el PCE. Entró a trabajar en el órgano comunista Mundo Obrero y La Tierra.
Más tarde fue nombrado magistrado de la Sala Tercera de lo Contencioso Administrativo del Tribunal Supremo de España con sede en Valencia. Durante este período participó en juicios en los que se aplicó la pena de muerte, sobre todo a militares que apoyaban la sublevación. Pascual Marzal (Magistratura y República. El Tribunal Supremo 1931-1939) afirma que «los expedientes de depuración de los magistrados que quedaron en España, lo describen como un magistrado dispuesto siempre a denegar los indultos para aplicar la pena de muerte a los militares que desertaban o realizaban actos de sabotaje».

### Exilio y etapa posterior
Con la guerra perdida, Balbontín se exilió en Cardiff donde se reencontró con su mujer, la militante comunista María Muñoz Cenzano —con la que se había casado en 1926 y que estaba en casa de un hermano suyo que ejercía de cónsul. Después, el matrimonio se trasladó a Londres, donde más tarde rompió de nuevo con el PCE.
En Londres actuó como secretario de la Comisión Coordinadora de la Junta Española de Liberación, organizada en noviembre de 1944 bajo la presidencia del socialista Luis Araquistáin. A lo largo de su exilio en la capital británica escribió poesía, ensayo y novela y trabajó como traductor de la poesía de Rosalía de Castro, Federico García Lorca y Antonio Machado.
Definitivamente Balbontín regresó a España a finales de 1970, donde siguió colaborando en la revista Índice y en los periódicos ABC y Ya, además de otras publicaciones. Murió el 28 de febrero de 1978 en Madrid a los pocos días de haber sido atropellado por un coche.
En julio de 2007 el Centro de Estudios Andaluces recupera su memoria con la publicación de su biografía: "La España de mi experiencia".

## Obras

### Poesía
- Albores, 1910
- De la tierruca, 1912
- La tierra de la esperanza, 1917
- Inquietudes, 1923
- Romancero del Pueblo, 1930
- Por el amor de España y de su Idea. México, 1956.

### Teatro
- ¡Aquí manda Narváez!, Teatro de la Latina, 25 de junio de 1935.
- La Canción de Riego. Teatro Chueca, 24 de abril de 1936.
- El cuartel de la Montaña. Teatro Español, 15 de septiembre de 1936
- El Frente de Extremadura, Teatro Maravillas, 1936.
- Pionera, Teatro Maravillas, 1937.

### Novela y ensayo
- El suicidio del Príncipe Ariel. 1929
- Una pedrada a la Virgen. 1932
- El problema de la tierra en España y el mundo. Buenos Aires. 1952
- La España de mi experiencia. 1952
- Las Novelas Ejemplares de Miguel de Cervantes. México, 1963.
- ¿Dónde está la verdad? 1967
- A la búsqueda del Dios perdido. 1969.
- Reflexiones sobre la no violencia. 1973.
- Jesús y los Rollos del Mar Muerto. 1986.